# Boîte aux lettres
Pour les articles homonymes, voir BAL.

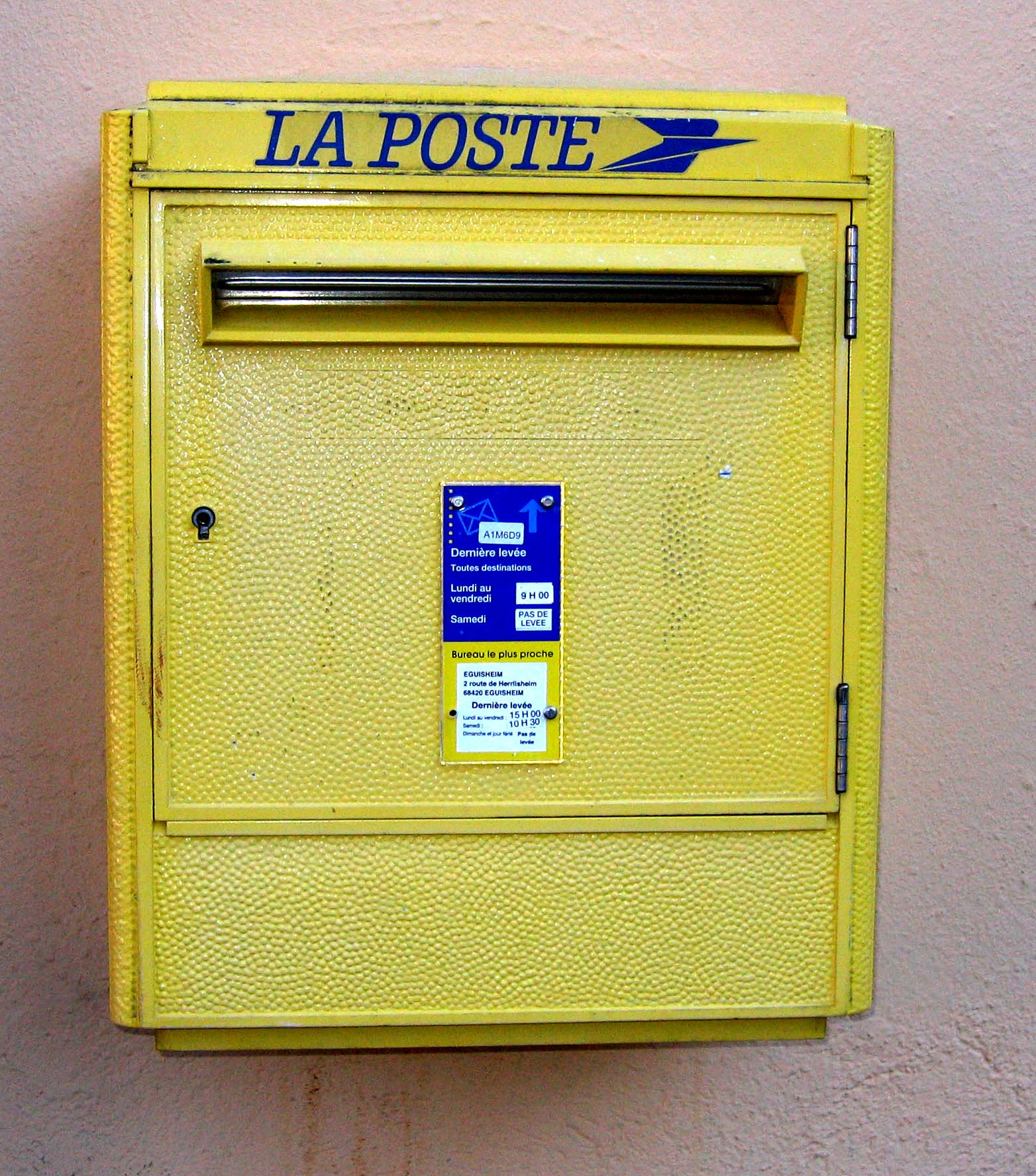
Boîte aux lettres de la Poste française.

Une boîte aux lettres ou boîte à lettres, aussi orthographié boite, est un petit conteneur destiné à recevoir du courrier :
- soit à expédier (boîte aux lettres publique de l'administration postale)[2] ;
- soit arrivé à destination (boîte aux lettres privée, placée devant ou sur une maison et accessible pour qu'un facteur puisse y déposer le courrier, les journaux et les petits colis). Dans le cas d'un immeuble à appartements multiples, les boîtes aux lettres privées sont groupées au pied de celui-ci, chacune portant sur une étiquette le nom de la personne à qui elle est attribuée.

Toutes les boîtes aux lettres publiques se ferment à clé ; certaines boîtes privées sont encore libres d’accès.

## Origine

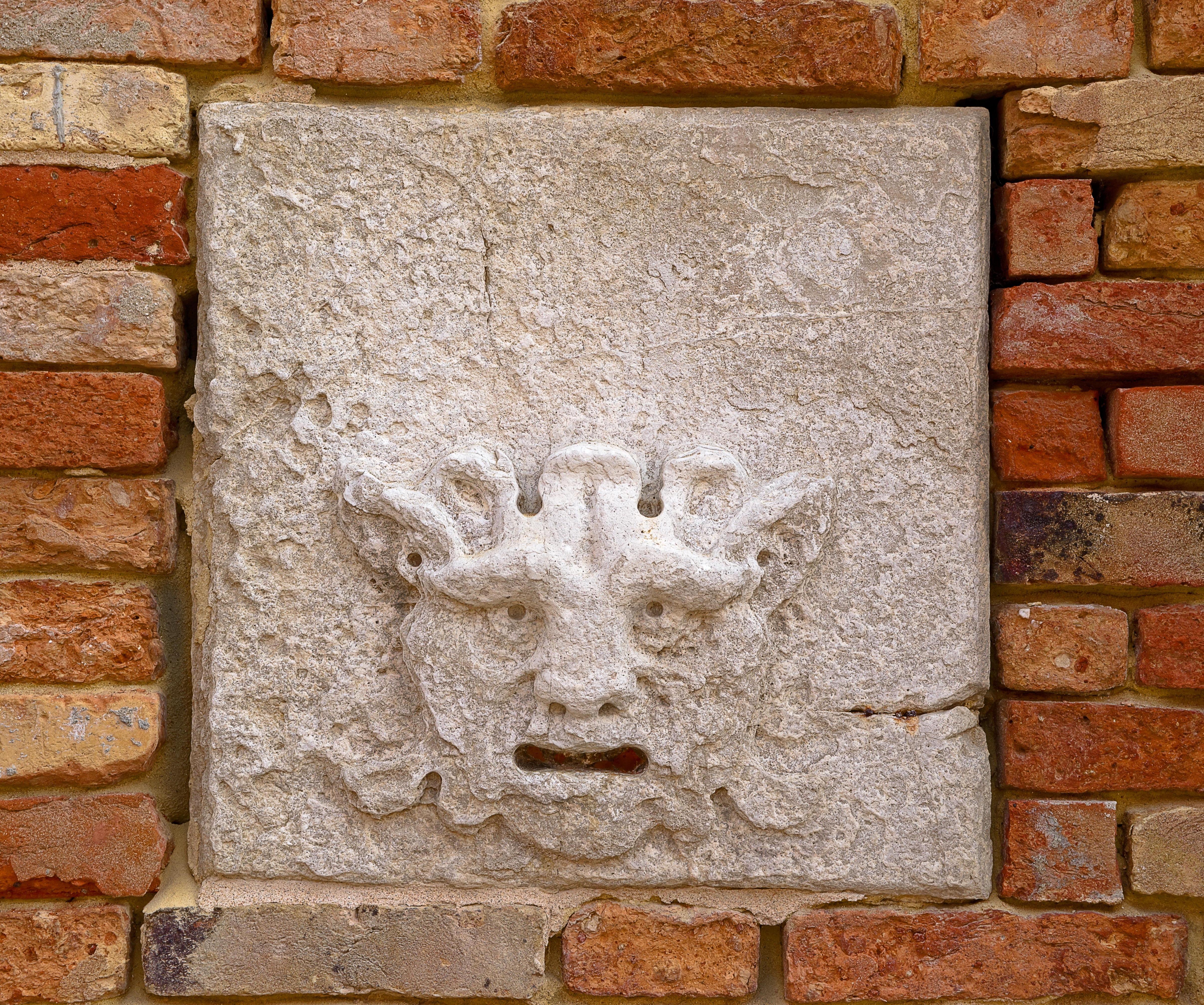
Une « bouche de lion », boîte aux lettres pour les dénonciations secrètes.

Les « bouches de dénonciation », appelées aussi « bouches de vérité » ou « bouches de lion », étaient souvent considérées comme premières boîtes aux lettres publiques et ont été insérées dès le XIVe siècle dans des bâtiments de Venise, Rome, Gênes… et destinées à recevoir des dénonciations secrètes au bénéfice de l'État en matière fiscale ou de santé. Elles vont être utilisées jusqu'au XVIIIe siècle.
Au XVe siècle, une boîte pour le dépôt du courrier est fixée à la maison des Messagers des Villes, autorisés à accepter les missives des particuliers, avec mention du lieu où ils se rendent.
Au XVIIe siècle, des boîtes aux lettres publiques sont installées à Paris grâce à Jean-Jacques Renouard de Villayer (un membre de l'Académie française) en 1653, lorsqu'il crée la « Petite Poste », un service payant destiné à permettre l'acheminement rapide et facile du courrier à l'intérieur de la ville même grâce au premier timbre-poste (sous forme d'entier postal). Ce service sera abandonné (les nobles et bourgeois utilisant leurs domestiques ou des coursiers privés pour faire parvenir leurs missives) puis repris et développé, en 1760, par Claude Humbert Piarron de Chamousset. En 1780, Louis XVI confisqua ce service à son profit. On trouve les lieux où sont établies les boîtes à lettres à Paris dans les almanachs royaux.
Au XIXe siècle, les boîtes aux lettres privées se sont généralisées, au point de devenir presque indissociables, au XXe siècle, d'un habitat quelconque.
Dans de nombreux pays, l'emplacement et les dimensions de la boîte aux lettres sont réglementés. Ainsi en France, c'est un arrêté ministériel du 29 juin 1979 qui dispose que les boîtes aux lettres doivent être placées en bordure de voie ouverte à la circulation publique et avoir des dimensions contraignantes. Ces contraintes sont définies par les normes françaises NF D27-404 pour une installation intérieure et NF D27-405 pour une installation extérieure.
Le texte est applicable aux constructions dont le permis de construire est postérieur à sa date de parution, ou, pour les constructions plus anciennes, si ces dernières ont fait l'objet d'un permis de construire modificatif. Au Royaume-Uni, selon la tradition, les boîtes aux lettres portent le monogramme royal du monarque au temps de leur fabrication. Cependant, le monogramme de la reine actuelle, Élisabeth II, est utilisé sur les boîtes aux lettres en Angleterre, au pays de Galles et en Irlande du Nord, mais pas en Écosse, car la reine Élisabeth Ire d'Angleterre n'était jamais reine d'Écosse ; alors ici les boîtes aux lettres portent seulement la couronne royale écossaise.

## Couleurs des boîtes aux lettres publiques

Couleur des boîtes aux lettres des services postaux nationaux selon les pays.

Chaque pays possède sa propre couleur concernant les boites aux lettres publiques et incluent :
- Afrique du Sud — rouge
- Algérie — jaune
- Allemagne — jaune
- Argentine — rouge
- Australie — rouge (Express Post — jaune)
- Autriche — jaune
- Belgique — rouge
- Biélorussie — bleu
- Bosnie-Herzégovine — jaune
- Brésil — jaune
- Bulgarie — jaune
- Canada — rouge ; stockage en gris
- Chine — vert
- Chypre — jaune ; avant 1960, rouge
- Corée du Sud — rouge
- Croatie — jaune
- Danemark — rouge
- Espagne — jaune
- Estonie — orange
- États-Unis — bleu foncé ; stockage en vert
- Finlande — jaune
- France — jaune, depuis les années soixante (vers 1962), auparavant la couleur était bleue[7].
- Grèce — jaune
- Guernesey, Aurigny et Sercq — bleu
- Hong Kong — vert ; avant 1997, rouge
- Hongrie — rouge
- Îles Féroé — bleu
- Inde — rouge
- Indonésie — orange
- Irlande — vert ; avant 1922, rouge
- Islande — rouge
- Israël — rouge
- Italie — rouge
- Japon — rouge
- Jersey — rouge
- Liechtenstein — jaune
- Lituanie — jaune
- Luxembourg — jaune
- Malaisie — rouge
- Malte — rouge
- Maroc — jaune
- Mexique — rouge
- Monaco — rouge
- Monténégro — jaune
- Norvège — rouge (courtes distances — jaune)
- Nouvelle-Zélande — rouge
- Pays-Bas — rouge et orange
- Philippines — gris
- Pologne — rouge
- Portugal — rouge (première classe — bleu)
- République dominicaine — bleu
- République tchèque — orange
- Roumanie — rouge
- Royaume-Uni — rouge, depuis 1874
- Fédération de Russie — bleu
- Saint-Marin — blanc
- Serbie — jaune
- Singapour — rouge
- Slovaquie — jaune
- Slovénie — jaune
- Suède — jaune (courtes distances — bleu)
- Suisse — jaune
- Thaïlande — rouge
- Tunisie — jaune
- Turquie — jaune
- Ukraine — jaune
- Vietnam — jaune

## Histoire
(octobre 2024).

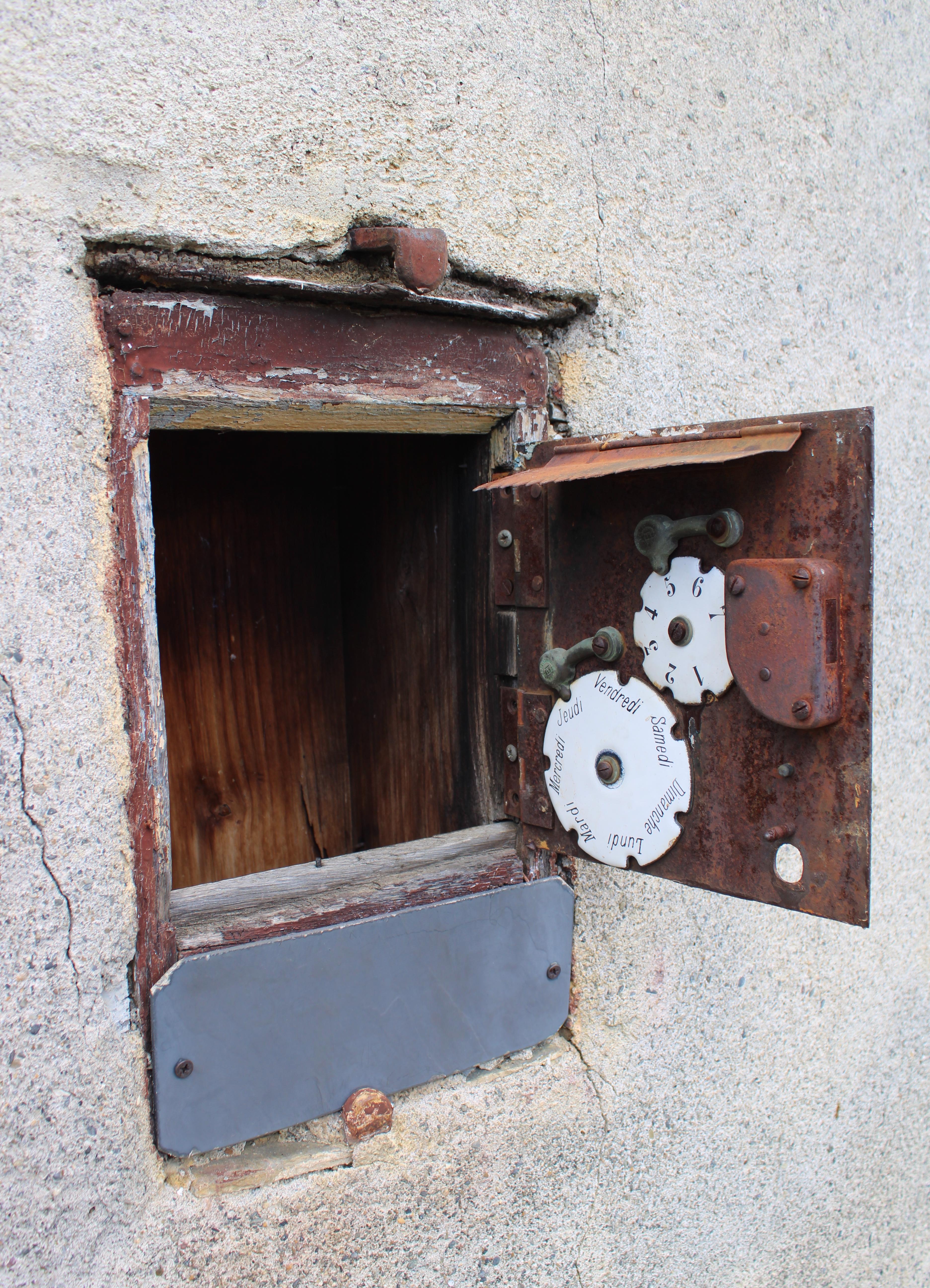
Vieille boîte aux lettres sur une habitation abritant un ancien nid de mésanges à Molère, Hautes-Pyrénées en 2022.

Les boîtes aux lettres de La Poste française sont fabriquées en Bretagne par la fonderie artisanale Dejoie et Cie, installée quartier Chantenay à Nantes depuis 1929. D’abord spécialisée dans la fonderie de plomb, Dejoie est passée à l’aluminium après la guerre, du fait de la pénurie ; c’est en 1949 qu’elle a obtenu le marché des boîtes postales.
Le village de Saint-Martin-d'Abbat situé dans le Loiret (45) a fait des boîtes aux lettres sa spécialité depuis 1997. Environ 200 d’entre elles sont décorées par les habitants et chaque année un festival est organisé fin juillet début août.
L'ordre souverain de Malte, reconnu comme ayant une administration postale par le Vatican, dispose d'une boîte aux lettres à Rome, (dans l'enceinte du Vatican ?), elle est de couleur rouge foncé, ornée d'une croix de Malte de couleur blanche, au-dessus le titre de l'administration POSTE MAGISTRALI.
Les boites aux lettres françaises ont évolué au cours de l'histoire.
En 1882, la boîte en bois se dote d'une porte en tôle avec système Thiéry (trois cadrans indiquant le numéro de la levée, le jour ainsi que le nombre quotidien de levées).
La Mougeotte fut produite par les fonderies Delachanal à l'initiative du sous-secrétaire d'État aux P.T.T., Léon Mougeot. Mise en service en 1900, il en subsiste encore quelques-unes de nos jours. Elle était richement décorée.
La Simyanette fut mise en service en 1905 et retirée en 1909. Cette boite n'a été installée qu'à Paris, à la sortie des bouches du métro. Dessinée par l'architecte Maurice Vincent, elle doit son nom à Jules Simyan, sous-secrétaire des postes en 1908.
La Foulon de 1929, lignes simples et Art déco. En 1932, avec l'essor de l'aviation postale, elle se décline en style aviation.
L'artiste Collin-Thiébaut décora en 1989 des boîtes aux lettres à la feuille d'or. Elles se situent sur les places Vendôme, du Châtelet et de la Bourse.

## Seconde Guerre mondiale
Au sujet de l'occupation de la France par l'Allemagne pendant la Seconde Guerre mondiale, l'expression « boîte aux lettres » désigne des résistants qui ont participé au transfert de courrier clandestin concernant leurs organisations respectives et leurs actions contre les Nazis.

## Galerie

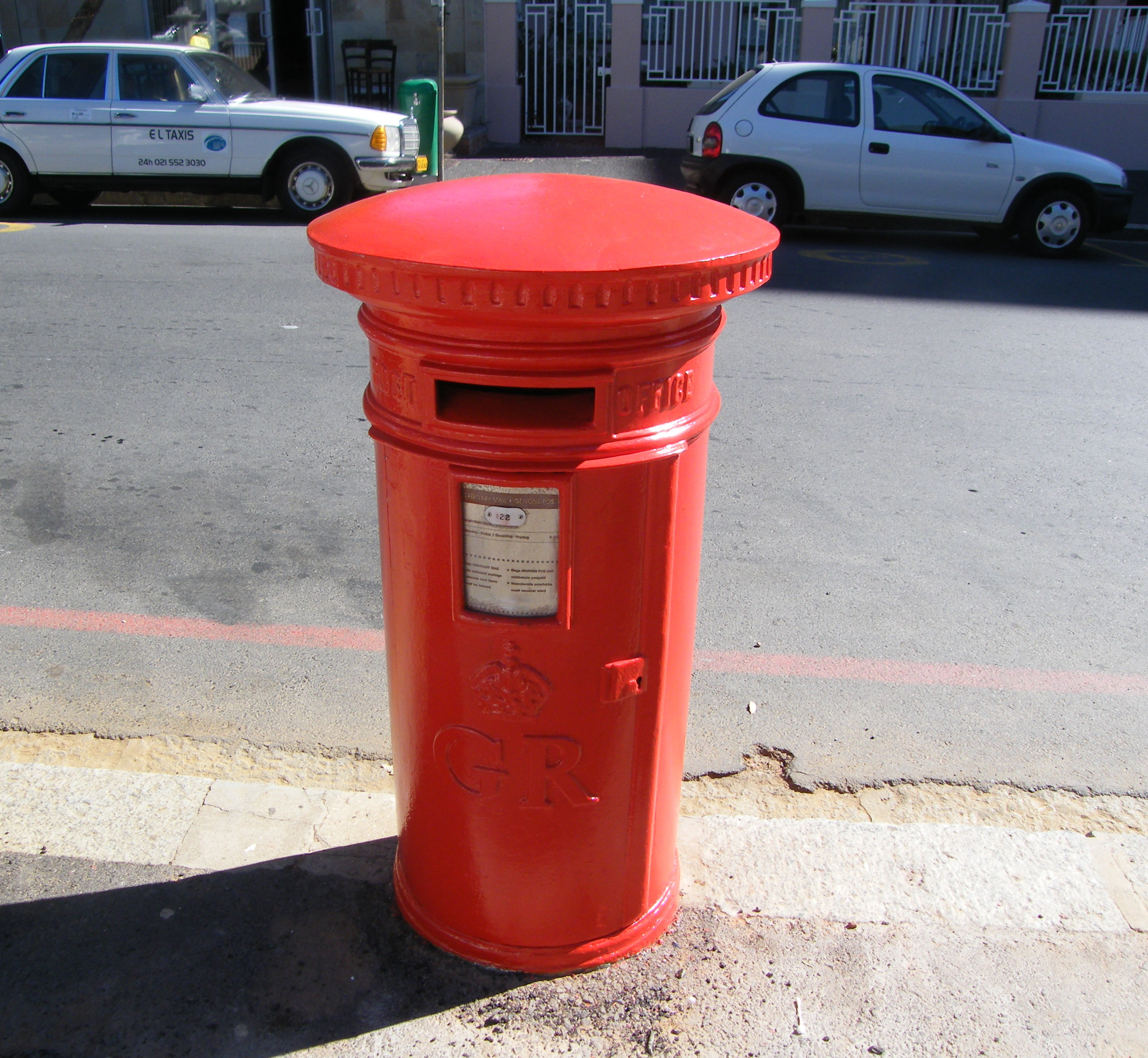
Le Cap, Afrique du Sud.
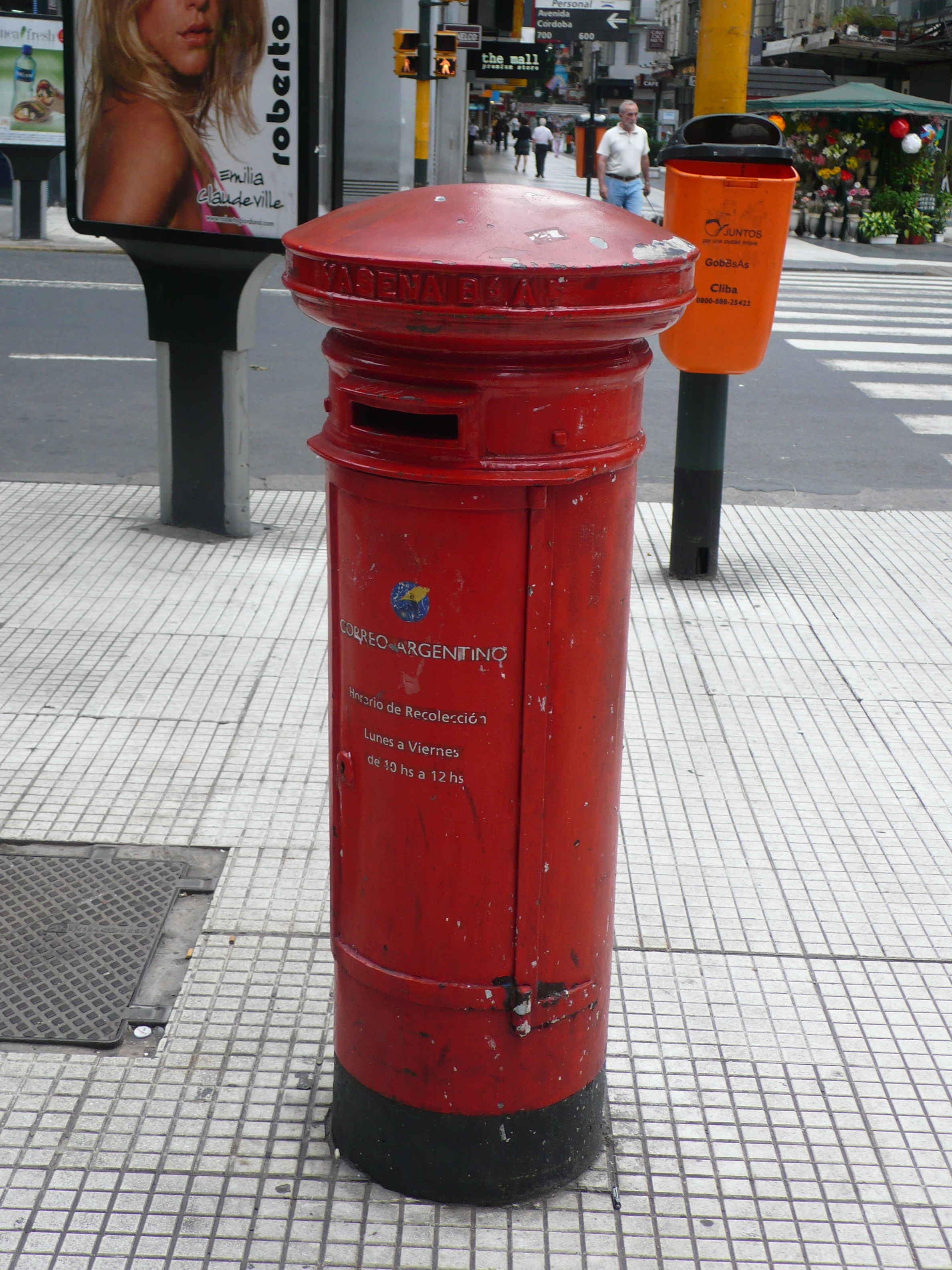
Buenos Aires, Argentine.
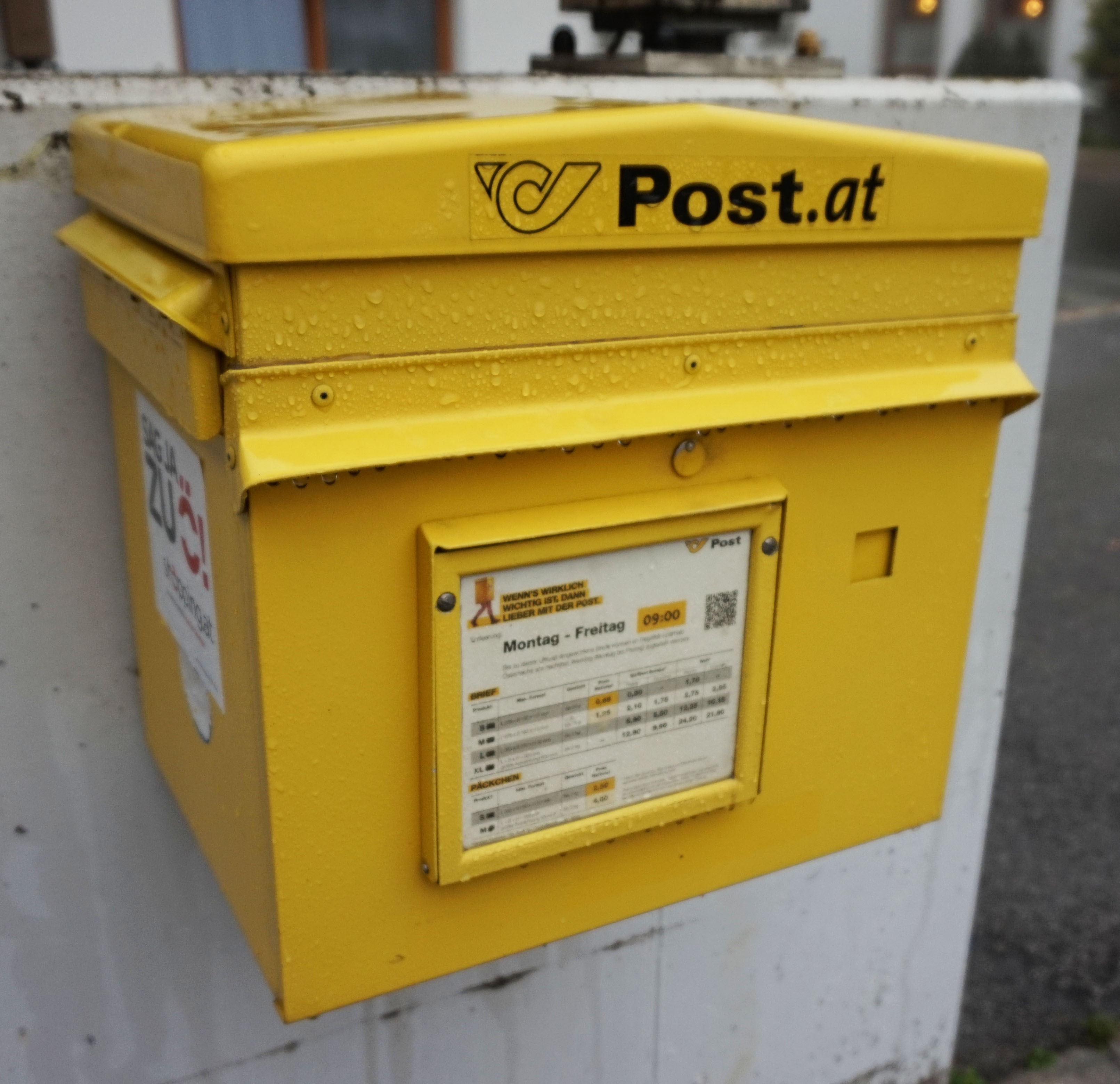
Hintertux, Autriche.
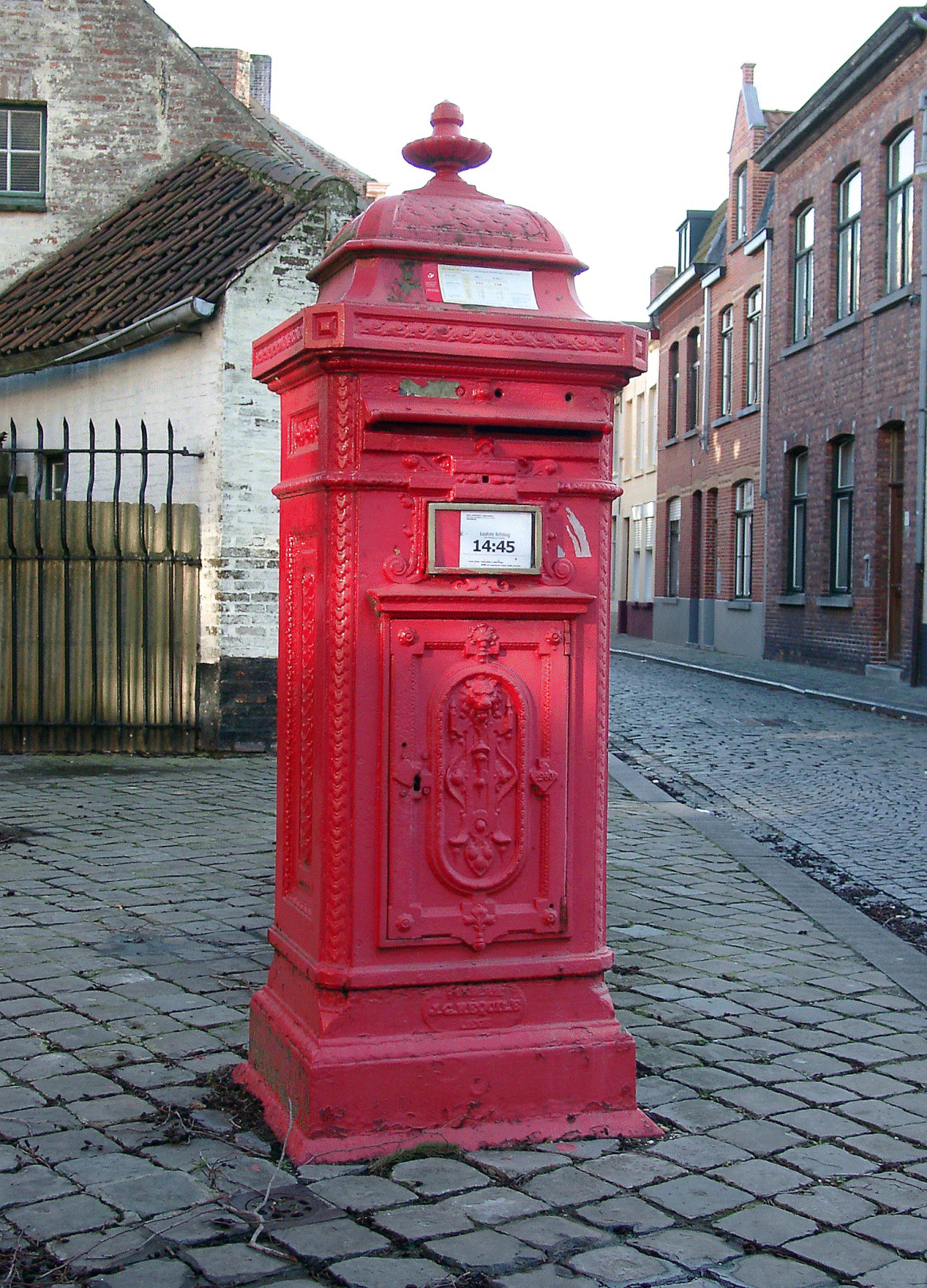
Colonne de rue, Belgique.
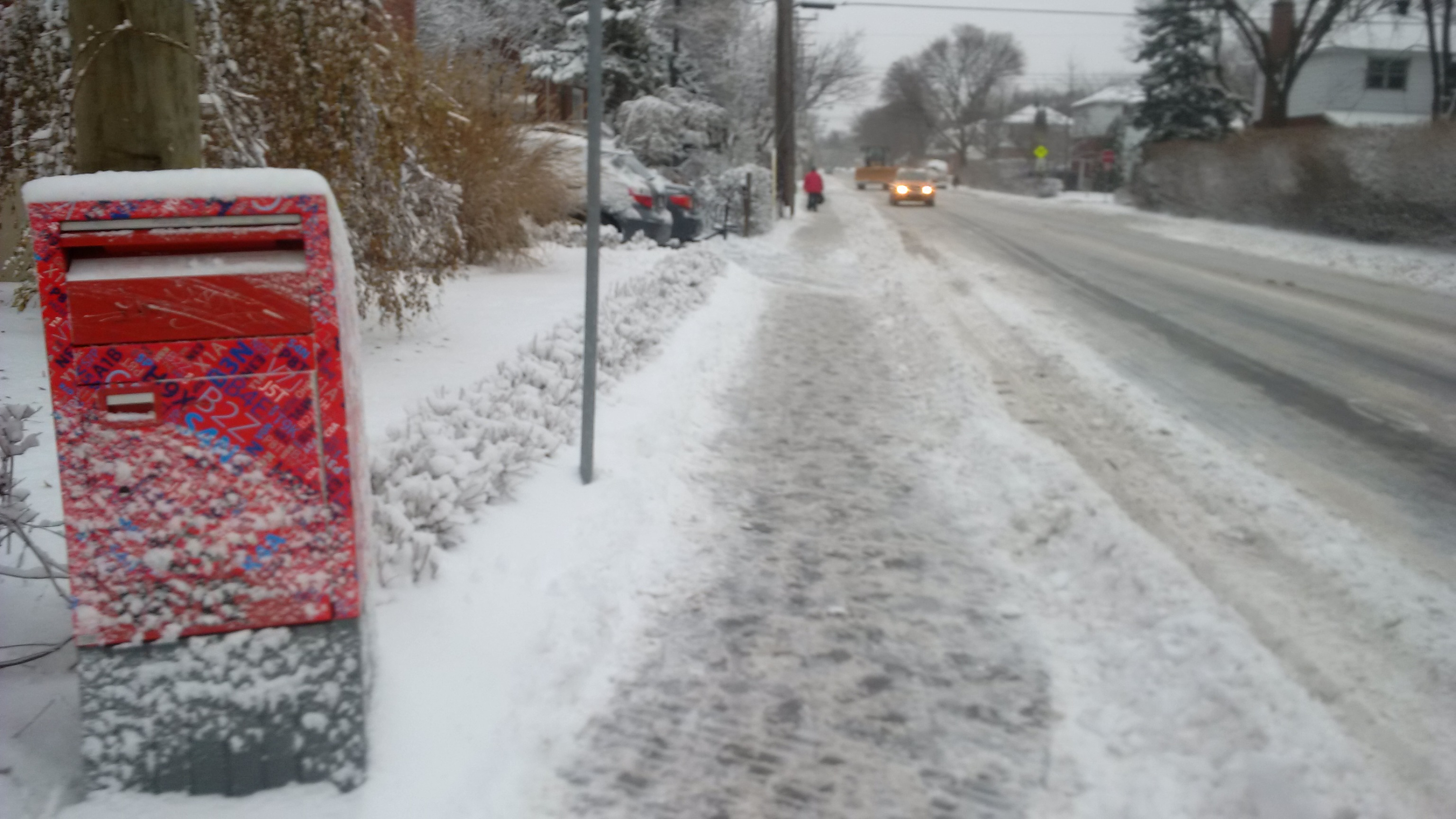
Montréal, Canada.
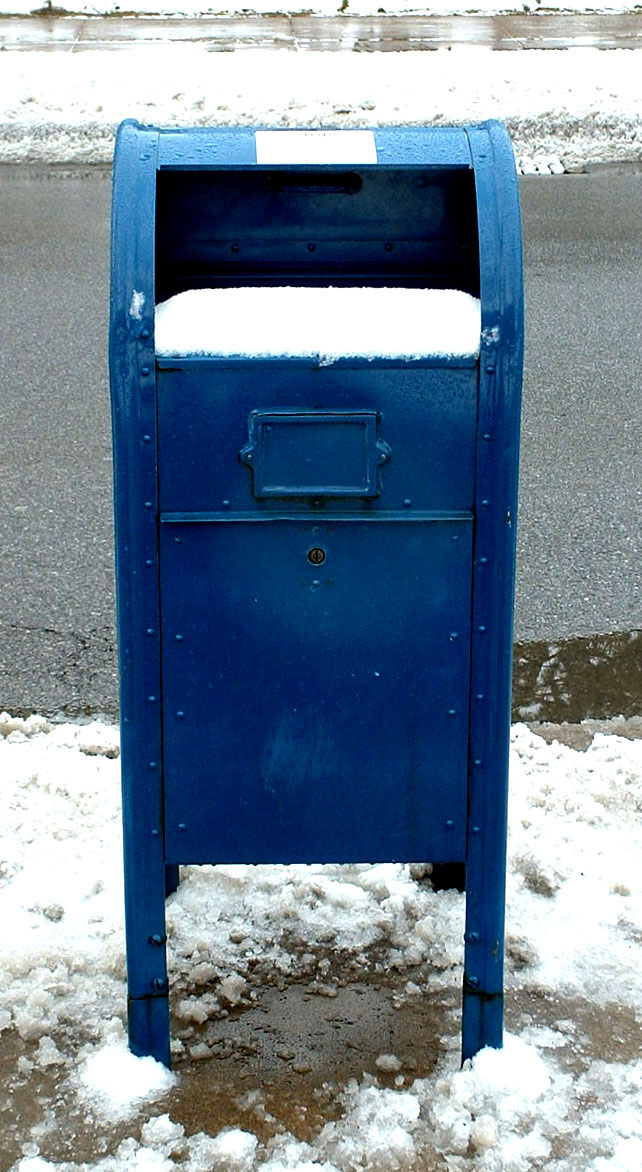
Pennsylvanie, États-Unis.
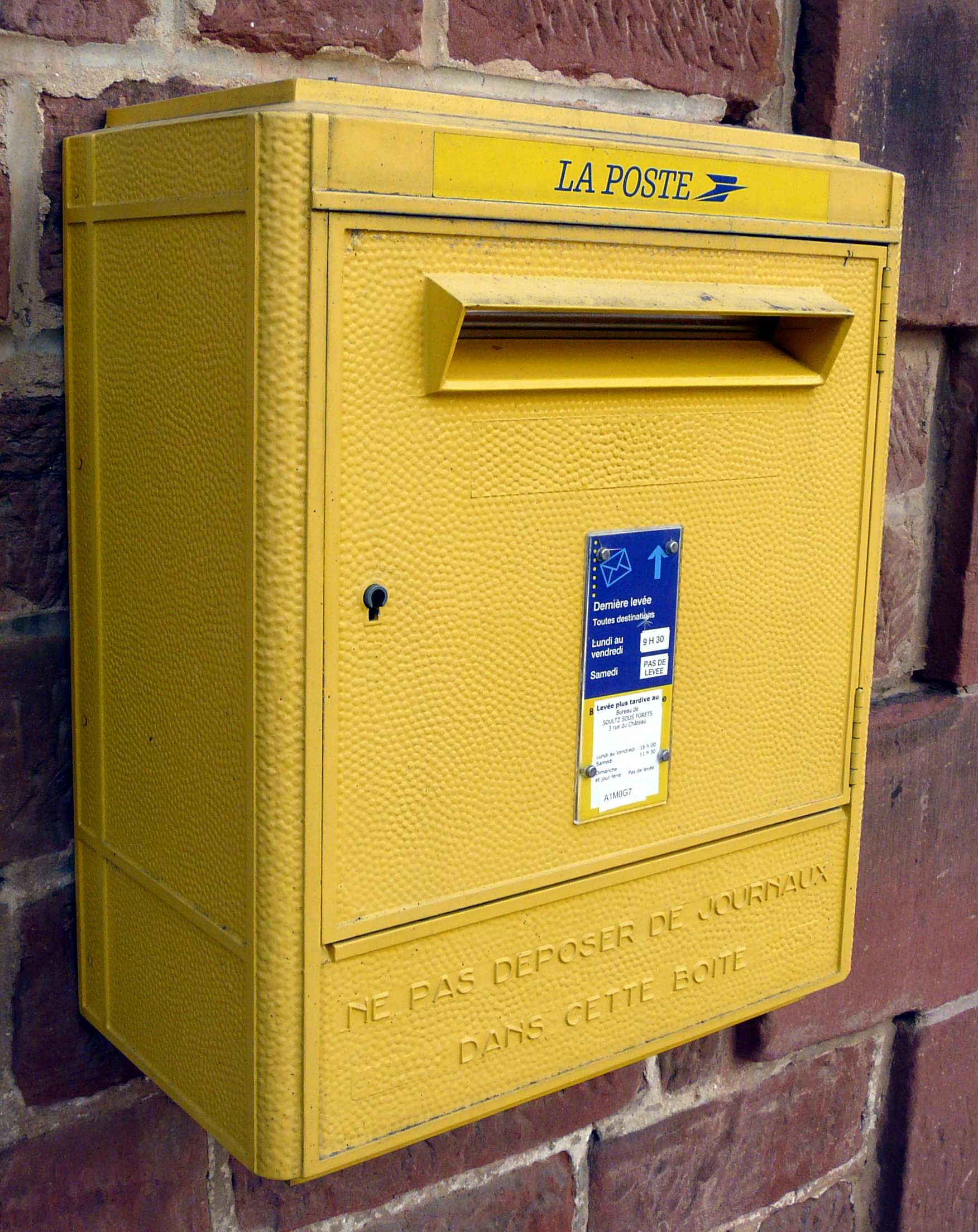
Ingolsheim, France.
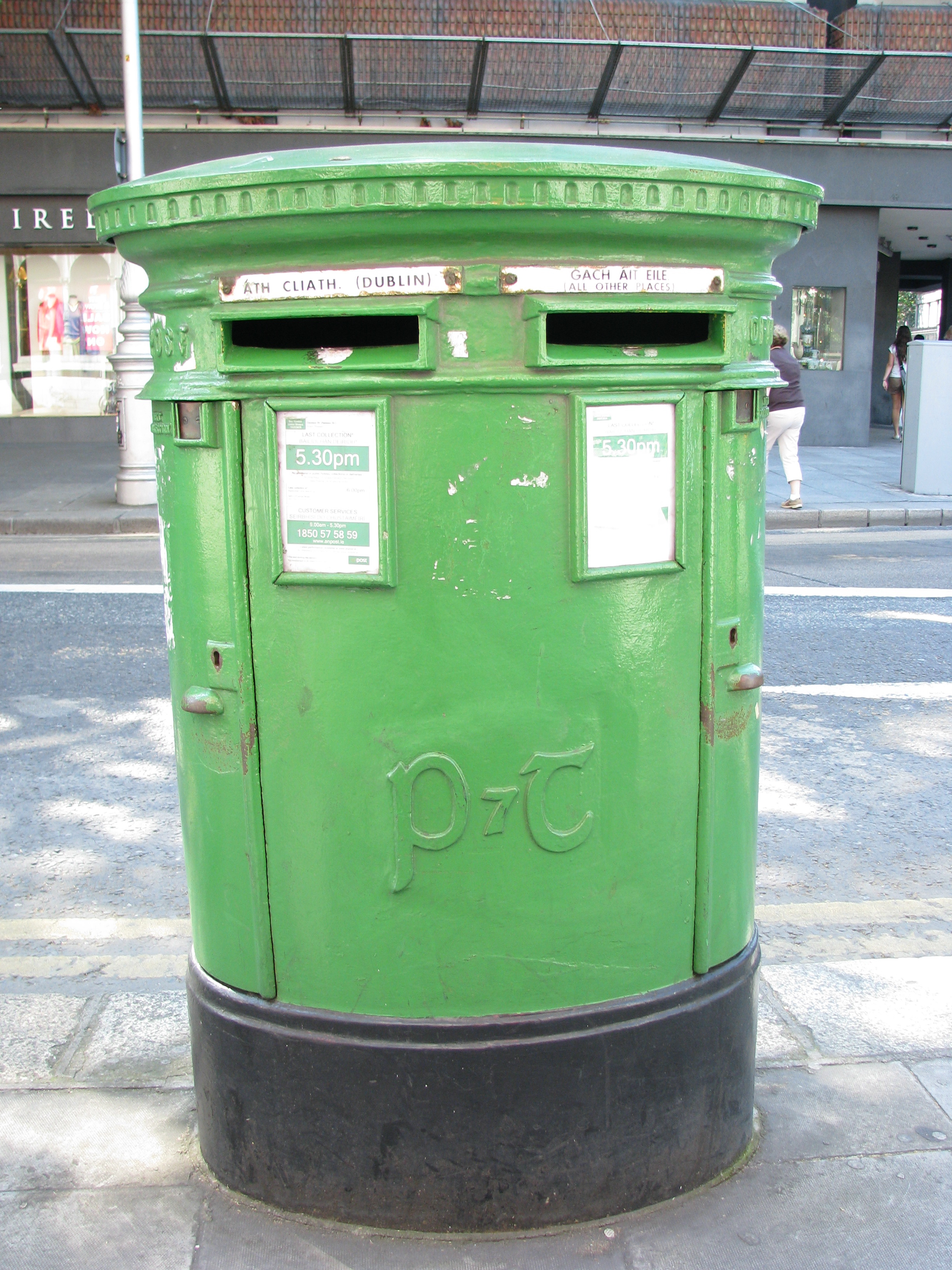
Dublin, Irlande.
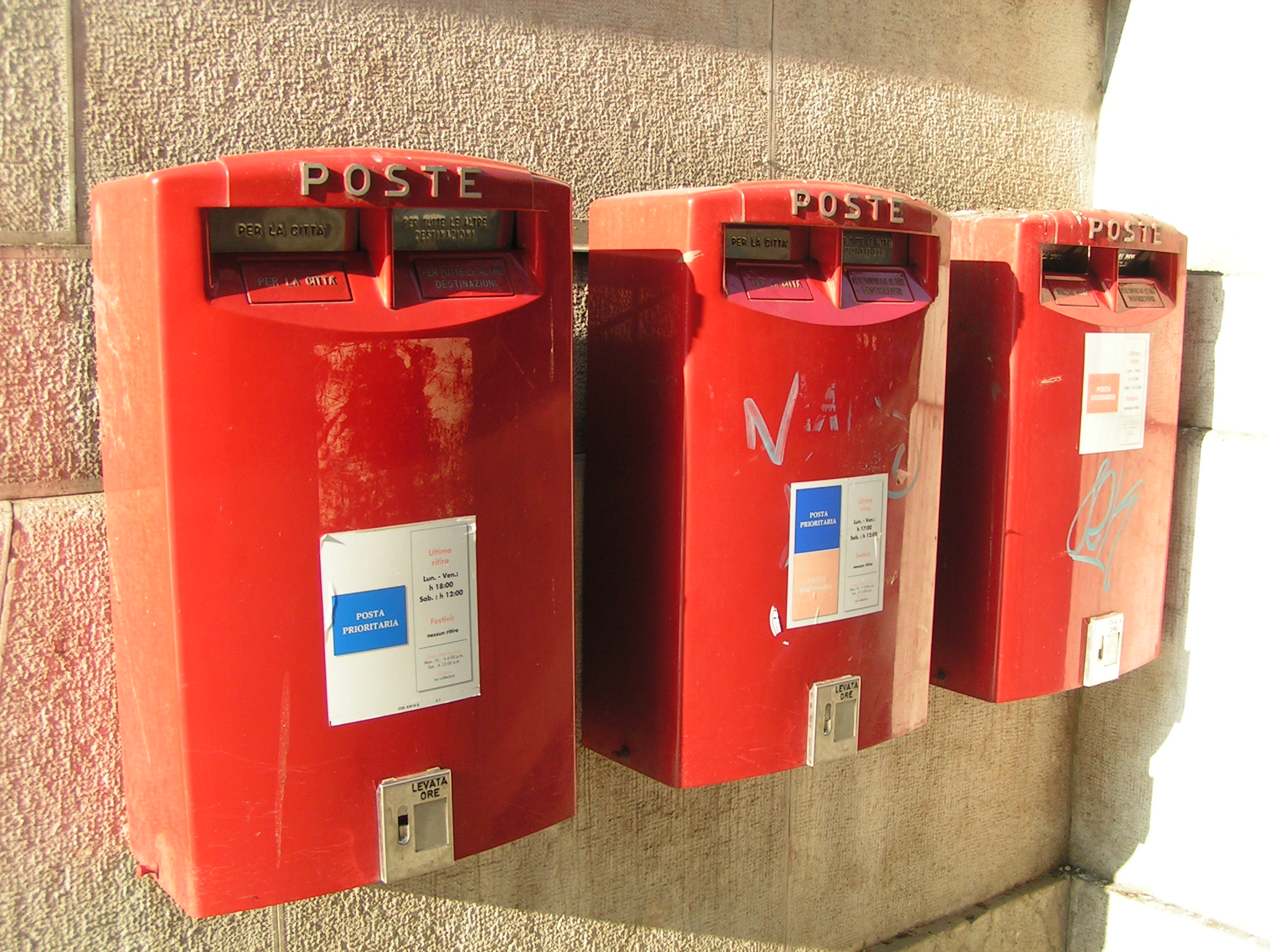
Crémone, Italie.
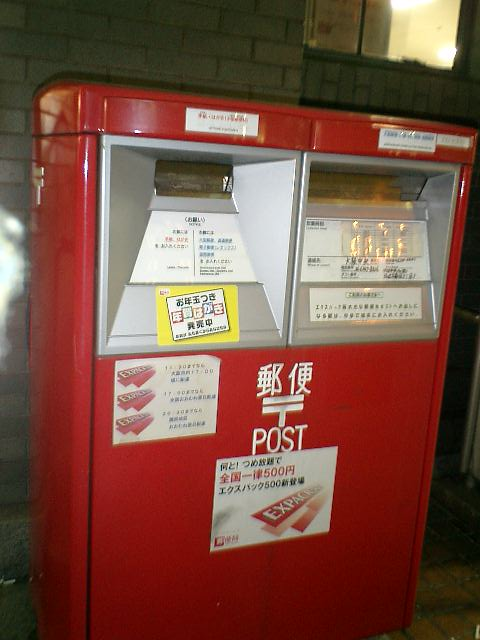
Ōsaka, Japon.
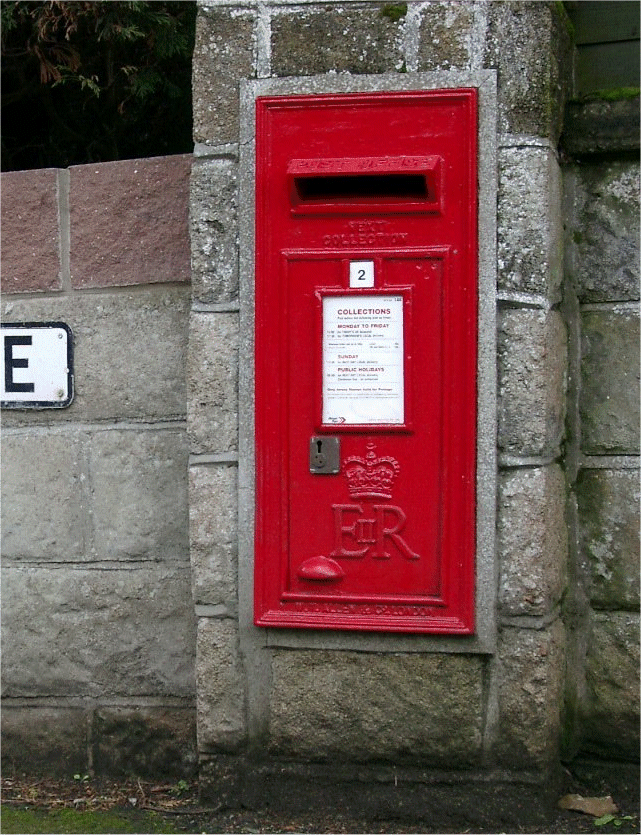
Saint-Brélade, Jersey.
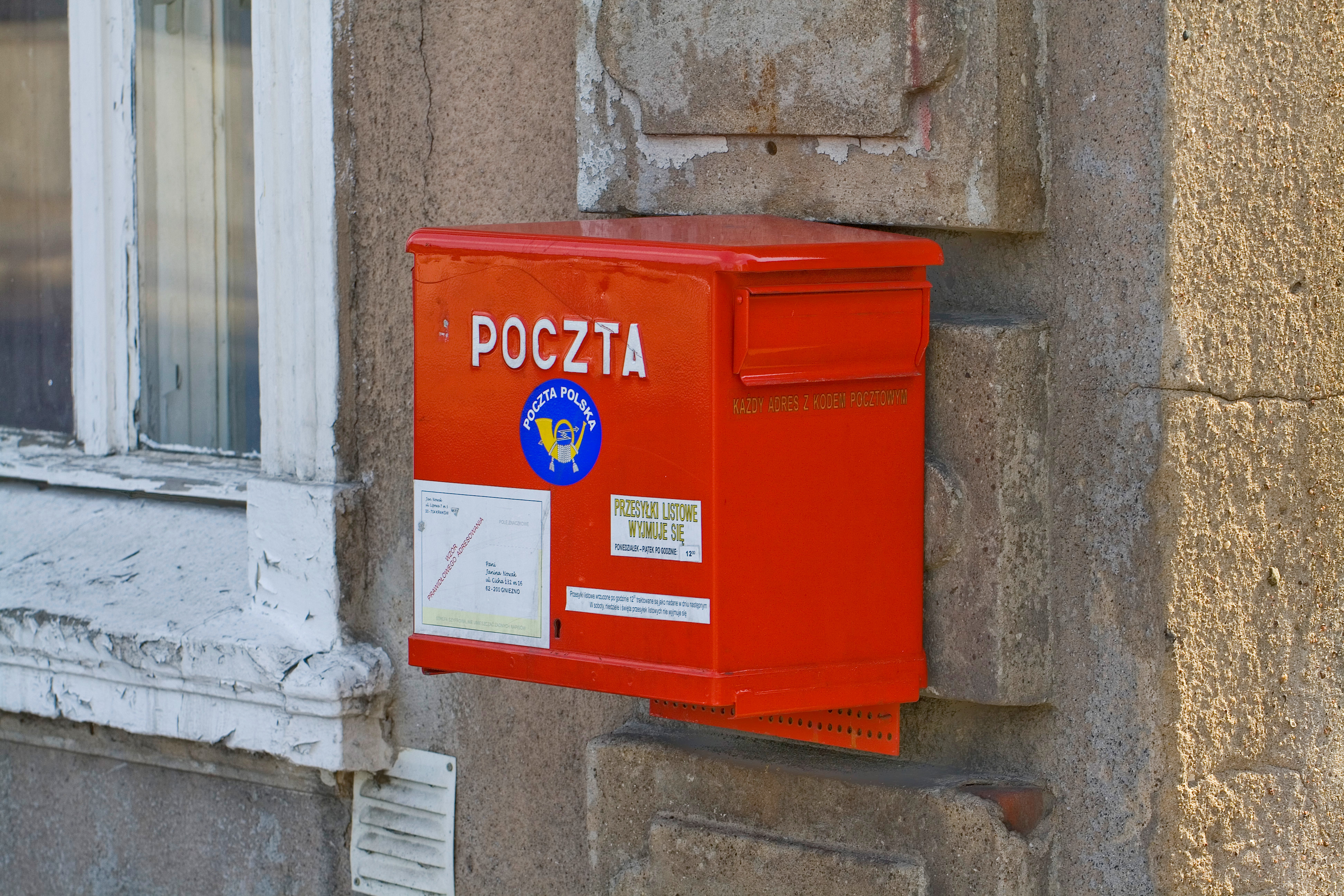
Gniezno, Pologne.
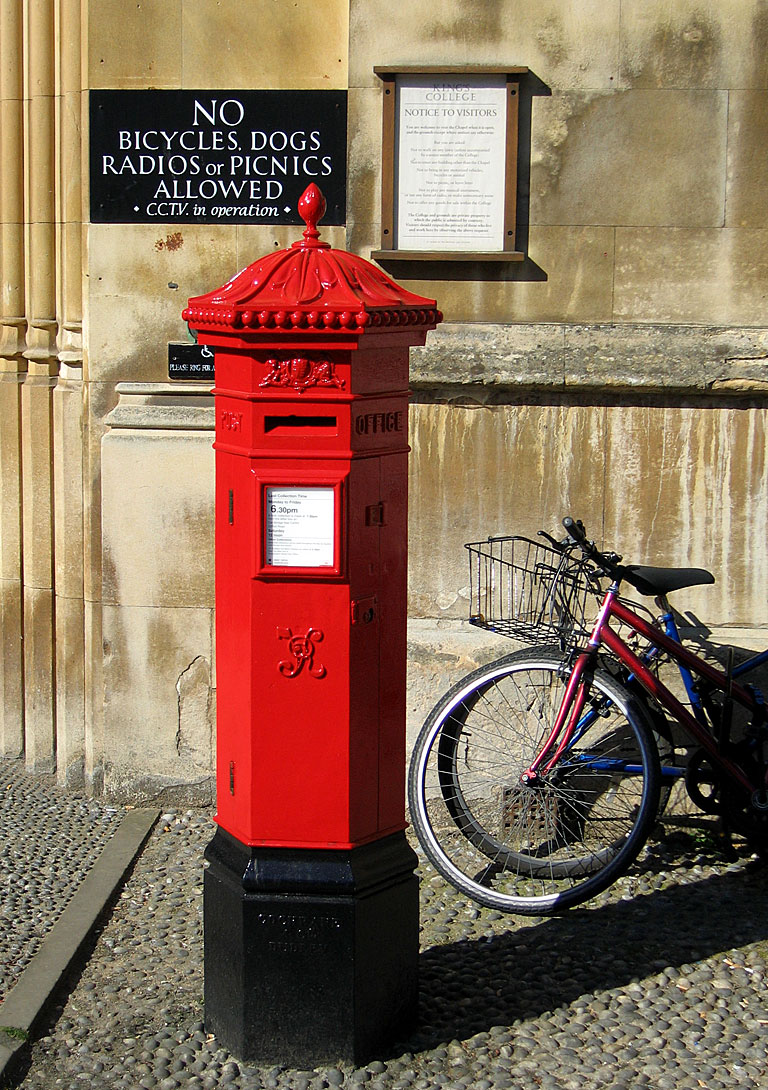
Boîte de l'ère victorienne, Royaume-Uni.
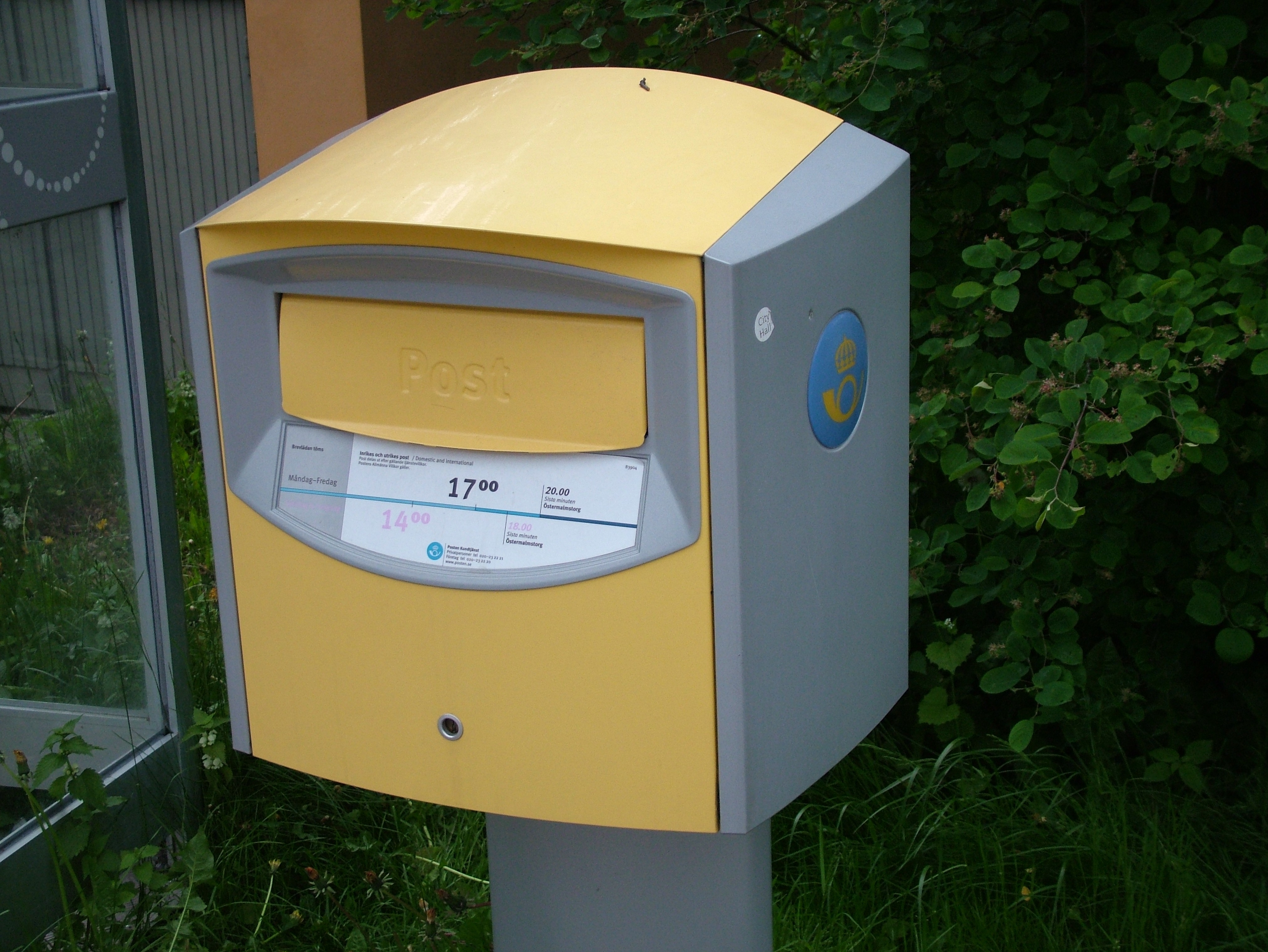
Stockholm, Suède.
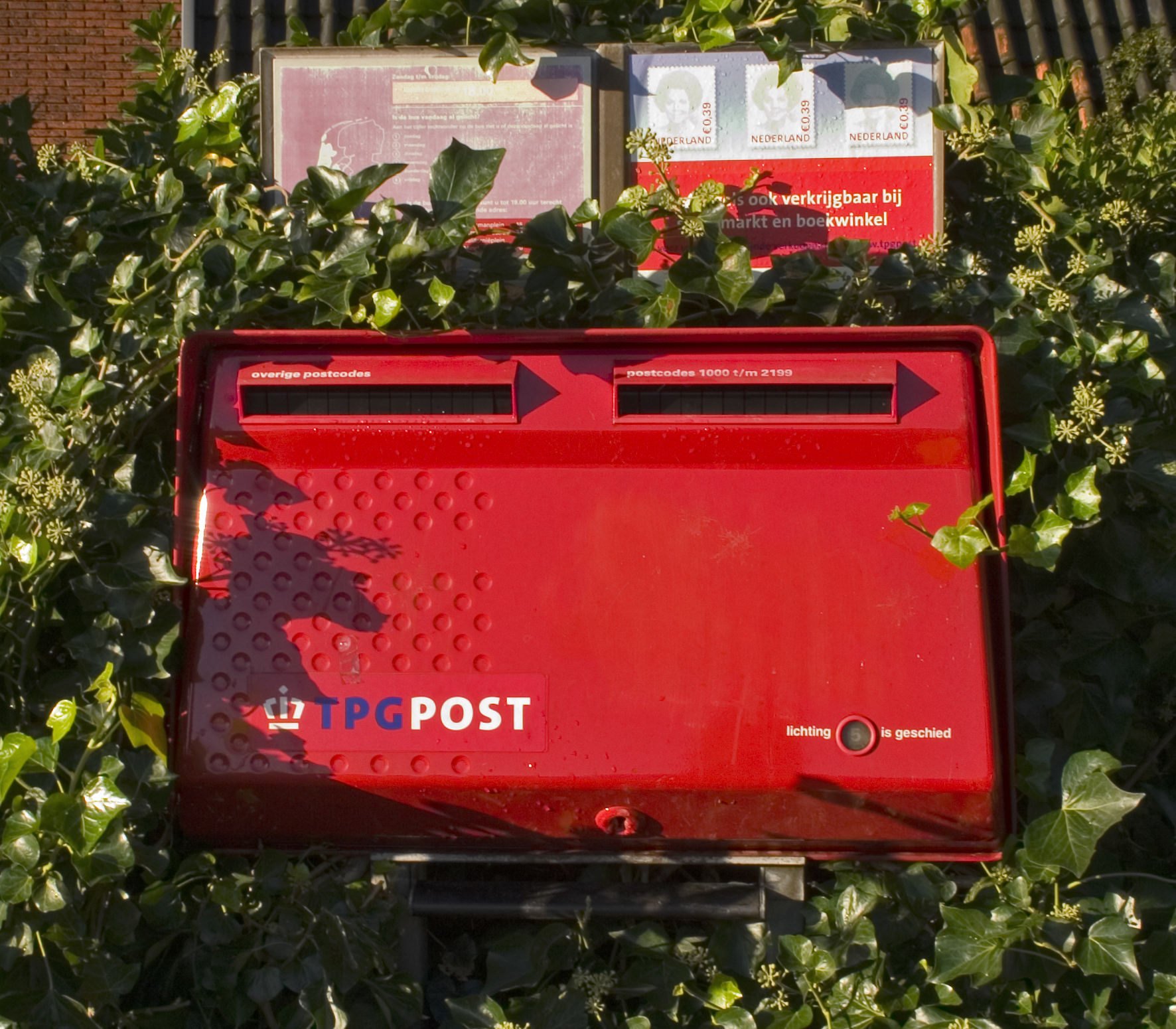
Haarlem, Pays-Bas.
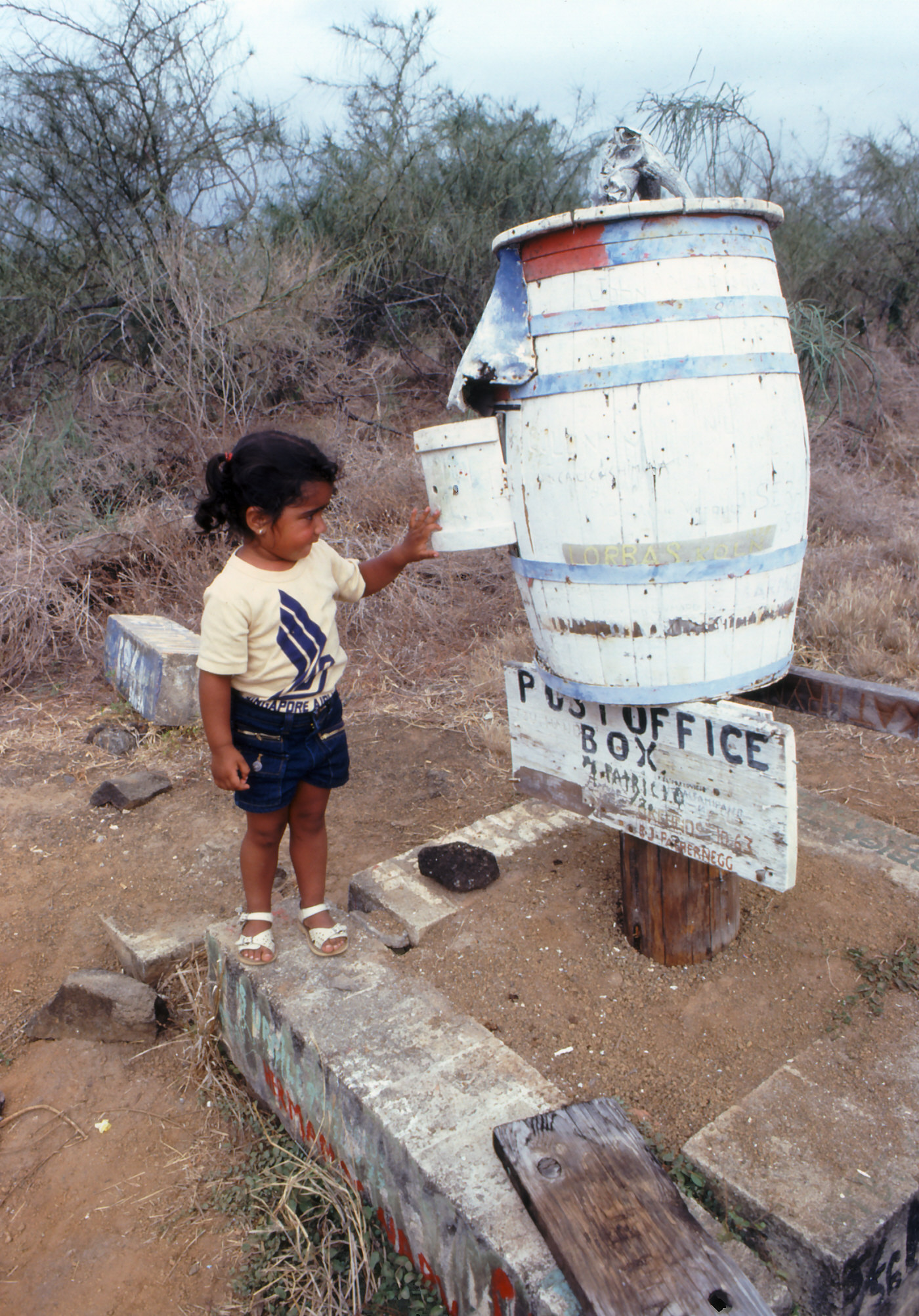
Îles Galápagos, 1983.
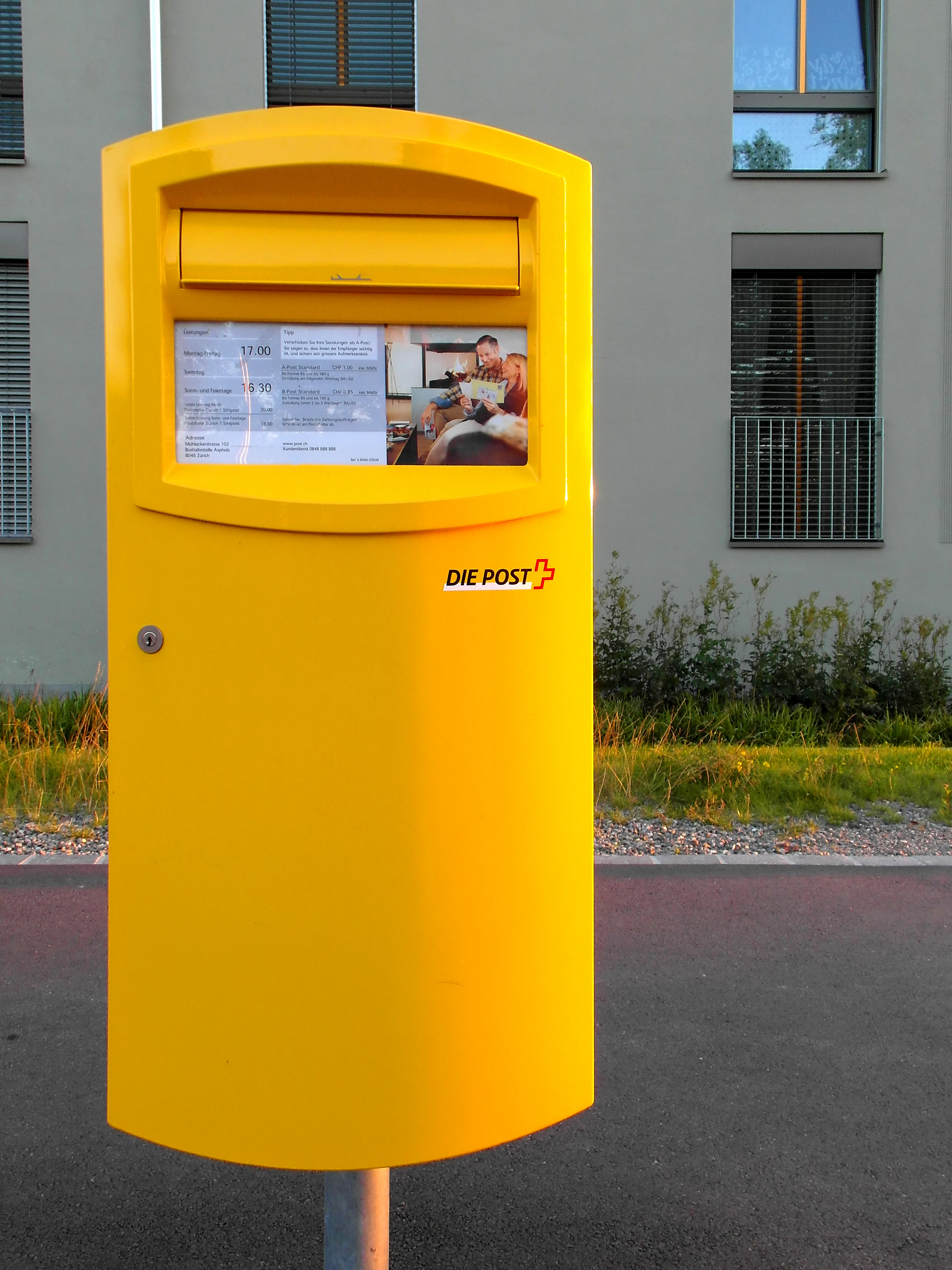
Affoltern, Suisse.
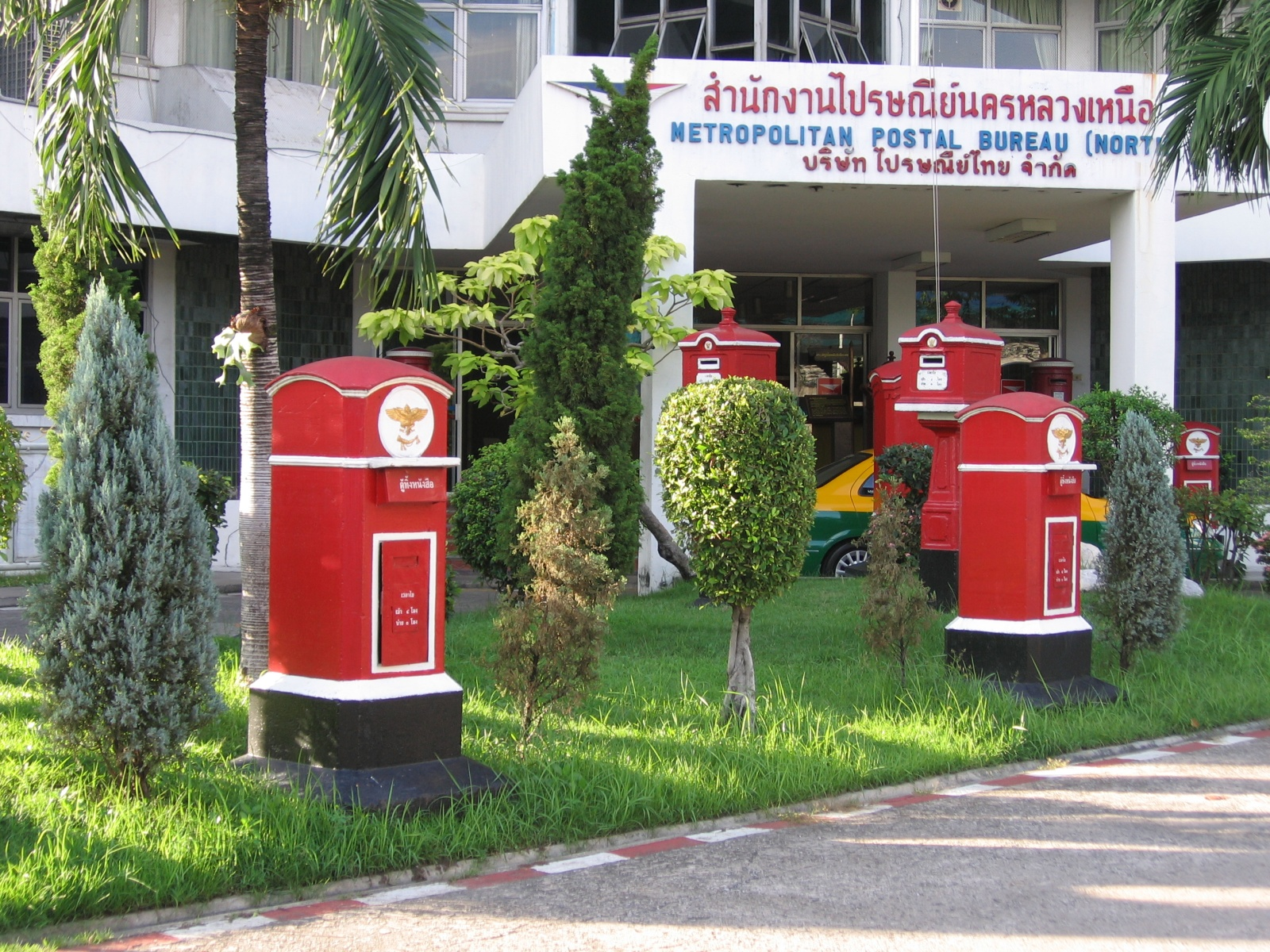
Anciennes boîtes aux lettres de Thaïlande.